# ويليام ريتشارد أرنولد
ويليام ريتشارد أرنولد (بالإنجليزية: William Richard Arnold)‏ هو عسكري وقسيس أمريكي، ولد في 10 يونيو 1881 في ووستير في الولايات المتحدة، وتوفي في 7 يناير 1965 في نيويورك في الولايات المتحدة.